# Primarias del Partido Republicano de 2012 en Arizona
Las Primarias del Partido Republicano de 2012 en Arizona se hicieron el 28 de febrero de 2012. Las Primarias del Partido Republicano fueron unas Primarias, con 29 delegados para elegir al candidato del partido Republicano para las elecciones presidenciales de Estados Unidos de 2012. En el estado de Arizona estuvieron en disputa 29 delegados.

## Elecciones

### Resultados
Solamente 23 candidatos aparecieron en las boletas electorales, en la cual, 11 son residentes del estado. Arizona sólo tuvo 29 delegados porque cambió su primaria al 28 de febrero.
Arizona tuvo una primaria cerrada, con 1,129,651 republicanos registrados al 22 de febrero, en el cual Mitt Romney resultó ser ganador, obteniendo los 29 delegados.
 
Voter turnout = 38.11%
Resultados con el 100.0% (722 de 722 precintos) de los precintos reportados:
| Primarias del Partido Republicano de Arizona de 2012 | Primarias del Partido Republicano de Arizona de 2012 | Primarias del Partido Republicano de Arizona de 2012 | Primarias del Partido Republicano de Arizona de 2012 | Primarias del Partido Republicano de Arizona de 2012 | Primarias del Partido Republicano de Arizona de 2012 |
| Candidato                                            | Votos                                                | Porcentaje                                           | Delegados                                            | Delegados                                            | Delegados                                            |
| Candidato                                            | Votos                                                | Porcentaje                                           | AP                                                   | CNN                                                  | FOX                                                  |
| ---------------------------------------------------- | ---------------------------------------------------- | ---------------------------------------------------- | ---------------------------------------------------- | ---------------------------------------------------- | ---------------------------------------------------- |
| Mitt Romney                                          | 216,805                                              | 47.27%                                               | 29                                                   | 29                                                   | 29                                                   |
| Rick Santorum                                        | 122,088                                              | 26.62%                                               | 0                                                    | 0                                                    | 0                                                    |
| Newt Gingrich                                        | 74,110                                               | 16.16%                                               | 0                                                    | 0                                                    | 0                                                    |
| Ron Paul                                             | 38,753                                               | 8.45%                                                | 0                                                    | 0                                                    | 0                                                    |
| Rick Perry (retirado)                                | 1,871                                                | 0.41%                                                | 0                                                    | 0                                                    | 0                                                    |
| Sarah Gonzales                                       | 1,460                                                | 0.32%                                                | 0                                                    | 0                                                    | 0                                                    |
| Buddy Roemer (retirado)                              | 657                                                  | 0.14%                                                | 0                                                    | 0                                                    | 0                                                    |
| Paul Sims                                            | 489                                                  | 0.11%                                                | 0                                                    | 0                                                    | 0                                                    |
| Cesar Cisneros                                       | 398                                                  | 0.09%                                                | 0                                                    | 0                                                    | 0                                                    |
| Mark Callahan                                        | 326                                                  | 0.07%                                                | 0                                                    | 0                                                    | 0                                                    |
| Al "Dick" Perry                                      | 288                                                  | 0.06%                                                | 0                                                    | 0                                                    | 0                                                    |
| Donald Benjamin                                      | 207                                                  | 0.05%                                                | 0                                                    | 0                                                    | 0                                                    |
| Michael Levinson                                     | 202                                                  | 0.04%                                                | 0                                                    | 0                                                    | 0                                                    |
| Kip Dean                                             | 189                                                  | 0.04%                                                | 0                                                    | 0                                                    | 0                                                    |
| Ronald Zack                                          | 142                                                  | 0.03%                                                | 0                                                    | 0                                                    | 0                                                    |
| Chris Hill                                           | 129                                                  | 0.03%                                                | 0                                                    | 0                                                    | 0                                                    |
| Frank Lynch                                          | 101                                                  | 0.02%                                                | 0                                                    | 0                                                    | 0                                                    |
| Wayne Arnett                                         | 90                                                   | 0.02%                                                | 0                                                    | 0                                                    | 0                                                    |
| Raymond Perkins                                      | 85                                                   | 0.02%                                                | 0                                                    | 0                                                    | 0                                                    |
| Matt Welch                                           | 78                                                   | 0.02%                                                | 0                                                    | 0                                                    | 0                                                    |
| Jim Terr                                             | 57                                                   | 0.01%                                                | 0                                                    | 0                                                    | 0                                                    |
| Simon Bollander                                      | 53                                                   | 0.01%                                                | 0                                                    | 0                                                    | 0                                                    |
| Charles Skelley                                      | 53                                                   | 0.01%                                                | 0                                                    | 0                                                    | 0                                                    |
| Delegados:                                           | Delegados:                                           | Delegados:                                           | -                                                    | -                                                    | -                                                    |
| Total:                                               | 458,631                                              | 100%                                                 | 29                                                   | 29                                                   | 29                                                   |